# Јосип Јурчевић (историчар)
Јосип Јурчевић (Студенци код Имотског, 1951) је хрватски историчар и политичар. Критичари га сматрају најистакнутијим представником историјског ревизионизма у Хрватској.

## Биографија
Одрастао је у Загребу. Дипломирао је историју и филозофију на Филозофском факултету у Загребу 1975. Као студент је учсетвовао у МАСПОК-у. Након увођења вишестраначја у Хрватску се 1990. почео бавити истраживањем партизанских злочина у Хрватској, откривши податке о јами Јазовка. У лето 1991. био је један од оснивача добровољачке јединице која се који месец потом прерасла у хрватску тајну службу (од 1993. име Хрватска извјештајна служба). У рату је стекао чин мајора. Од 1994. до 1997. је био стручни савјтник саборске Комисије за истраживање жртава рата и пораћа. Магистрирао је 1996. на истом факултету с темом „Проблеми проучавања жртава Другога свјетског рата на подручју Хрватске“. Од 1997. је запослен у Институту за друштвене знаности Иво Пилар у Загребу. Докторирао 2000. године с темом „Репресивност југославенског сустава у Хрватској 1945. године.“ Писац је неколико књига. Предаје је на Универзитету у Осијеку и на Високој учитељској школи у Петрињи.
Јосип Јурчевић је члан Удружења ветерана Домовинског рата. Магазин Национал га је 2006. године прогласио као „нови глас хрватске деснице“. Као нестраначки кандидат кандидовао се на председничким изборима у Хрватској 2009/10. где је освојио 2,74% гласова и елиминисан је у првом кругу. Био је члан политичкога покрета Храст, али се придружио страначкој коалицији Савез за Хрватску на парламентарним изборима за Хрватски сабор 4. децембра 2011. и био био носилац листа ХДС-а.

## Критике
Јурчевић критичари оптужују да негира или покушава заташкати карактер усташког геноцида и злочиначки карактер усташких логора, посебно Јасеновца, чиме сугерише лажну или ублажавајућу слику о усташком режиму у НДХ. Злочине усташа Јурчевић приказује као конструкцију комунистичке пропаганде усмерене на дефамацију усташког покрета и подстицање мржње против чланова усташког покрета, Био је члан саборске комисије (Вукушићева комисија) која је број јасеновачких жртава свела на 220 особа.
Што се тиче масовних убистава које су вршили партизани, кртичари оптужују Јурчевића да ненаучним приступом разрађује ревизионистичке тврдње, нпр. о Јасеновцу као успутној станици у Крижном путу или да је комунистичка југословенска власт мрзила хрватску државу.